# Jiskor
Jiskor (hebräisch יִזְכֹּר Erinnerung bzw. „Gedenke!“) ist ein Gedenkgebet an die verstorbenen Angehörigen. Es ist nach dem ersten Wort des Gebetes benannt. Weitere Bezeichnungen sind (hebräisch מזכיר) Maskir beziehungsweise (hebräisch הזכרת נשמות) Haskarat Neschamot.

## Jiskor im Synagogengottesdienst und in der Volksfrömmigkeit
Das Gebet wird gewöhnlich vier Mal pro Jahr – an Jom Kippur, Schmini Azeret (achter Tag Sukkot), am letzten Tage von Pessach und dem zweiten Tag von Schawuot –  zum Gedenken der verschiedenen Seele des Vaters und/oder der Mutter in der Synagoge gesprochen. Dies beinhaltet eine Bitte für Zedaka zu deren Wohle. Nur jene, deren Vater und/oder Mutter nicht mehr unter den Lebenden weilen, verbleiben während des Jiskorgebetes in der Synagoge. Jeder andere verlässt den Raum, um so den Nachkommen einen ernsten privaten Moment zu gewähren, in dem sie sich mit dem Andenken an ihre Eltern vereinen können.
Das Jiskorgebet hat eine besondere Heiligkeit in der Volksfrömmigkeit. Es gibt Juden, die das ganze Jahr über keine Synagoge besuchen, aber zum Jiskorgebet in die Synagoge kommen. Waisen und Halbwaisen gedenken in stillem Gebet ihrer verstorbenen Eltern. Es herrscht der Glaube, dass die Seele der Eltern weiterlebt. Im Moment des Jiskorgebets erinnert sich der Jude seines Judentums und verbindet sich mit seiner Tradition.
Jiskor wird gewöhnlich nicht innerhalb des ersten Jahres der Trauer gesagt, bis die erste Jahrzeit vergangen ist, was jedoch historisch nicht als obligatorisch angesehen wird. In sephardischen Gemeinden wird kein Jiskor-Gebet gebetet, aber die Haschkabóth spielen eine ähnliche Rolle im Gottesdienst.
Jiskor schließt mit Aw HaRachamim ab, das für alle jüdischen Märtyrer gebetet wird.

## Text des Jiskor-Gebetes für den Vater
Hebräisch

'יזכור' לאב:

יִזְכֹּר אֱלֹהִים נִשְׁמַת אָבִי מוֹרִי (שם האב בן שם אביו) שֶׁהָלַךְ לְעוֹלָמוֹ, בַּעֲבוּר שֶׁאֶתֵּן בְּלִי נֶדֶר צְדָקָה בַּעֲדוֹ. בִּשְׂכַר זֶה תְּהֵא נַפְשׁוֹ צְרוּרָה בִּצְרוֹר הַחַיִּים עִם נִשְׁמַת אַבְרָהָם יִצְחָק וְיַעֲקֹב, שָׂרָה רִבְקָה רָחֵל וְלֵאָה, וְעִם שְׁאָר צַדִּיקִים וְצִדְקָנִיּוֹת שֶׁבְּגַן עֵדֶן. וְנֹאמַר אָמֵן.
Transliteration

Jiskor elo-him nisch’mas aboh mori (…) sche-hélach lolomo, ba-avur
scheb'li neder e-tain ts’dokoh ba-ado, bis’char seh tai naf-scho ts’ruréh
bits’ror hacha-yim, im nischmas avro-hom jitz-chok v’ya-akov, soroh riv-koh ro-chayl v'lay-oh,
v'im sch’or tsa-dikim vetsid-koni-jos sche-b’gan ajden, v'nomar: Omain.
Übersetzung

Erinnere, G'tt, der Seele meines Vaters, meines Lehrers (Einfügen: Name des Vaters, Sohn des Namens seines Vaters), der in seine Welt gegangen ist, weil ich – ohne ein Gelübde abzulegen – ihm Nächstenliebe geben werde. Als Belohnung dafür soll seine Seele an die Bindung des Lebens (Gott) gebunden sein, an die Seele von Abraham, Yitzchak und Ya'akov, Sarah, Rivkah, Rachel und Leah und an die anderen rechtschaffenen Männer und Frauen im Garten von Eden. Lasst uns hier Amen sagen.

## Text des Jiskor-Gebetes für die Mutter
Hebräisch

'יזכור' לאם:

יִזְכֹּר אֱלֹהִים נִשְׁמַת אִמִּי מוֹרָתִי (שם האם בת שם אביה) שֶׁהָלְכָה לְעוֹלָמָהּ, בַּעֲבוּר שֶׁאֶתֵּן בְּלִי נֶדֶר צְדָקָה בַּעֲדָהּ. בִּשְׂכַר זֶה תְּהֵא נַפְשָׁהּ צְרוּרָה בִּצְרוֹר הַחַיִּים עִם נִשְׁמַת אַבְרָהָם יִצְחָק וְיַעֲקֹב, שָׂרָה רִבְקָה רָחֵל וְלֵאָה, וְעִם שְׁאָר צַדִּיקִים וְצִדְקָנִיּוֹת שֶׁבְּגַן עֵדֶן. וְנֹאמַר אָמֵן.
Transliteration

Jiskor elo-him nisch’mas imi mo-rosi (…) sche-hdl’choh l’olo-moh,
ba-avur scheb’li neder etain ts’dokoh ba-adoh, bis’char seh tai naf-schoh
ts’ruroh bits’ror ha-cha-yim, im nischmas avrohom jitz-chok veya-akov, soroh riv-koh ré-chail
velaj-oh, v'im sch’or tsa-dikim vetsid-kéni-jos sche-b’gan ajden, v'nomar: Omain.
Übersetzung

Erinnere, G'tt, der Seele meiner Mutter, meiner Lehrerin (Einfügen: Name der Mutter, Tochter des Namens ihres Vaters), die in ihre Welt gegangen ist, weil ich – ohne ein Gelübde abzulegen – ihr Nächstenliebe geben werde. Als Belohnung dafür soll ihre Seele an die Bindung des Lebens (Gott) gebunden sein, an die Seele von Abraham, Yitzchak und Ya'akov, Sarah, Rivkah, Rachel und Leah und an die anderen rechtschaffenen Männer und Frauen im Garten von Eden. Lasst uns hier Amen sagen.

## Geschichte
Im Laufe der Zeit fügte man dem Jiskorgebet verschiedene Gebete zur Erinnerung an die zur Heiligung des G’ttesnamens Getöteten hinzu. Nach den Judenverfolgungen zur Zeit des Schwarzen Todes verzeichneten die Überlebenden die Namen der Opfer in Maskir-Büchern, um ihrer zu gedenken und für sie zu beten.
Nach der Schoa wurden Gebete zur Erinnerung an die sechs Millionen ermordeten Juden verfasst. Auch gibt es ein Jiskorgebet zur Erinnerung an die bei der Verteidigung des Staates Israel gefallenen Soldaten. Ebenso kann das Gebet für alle einem nahestehenden Verstorbenen gesprochen werden.